# Bernhard Klosterkemper
Bernhard Klosterkemper (* 17. April 1897 in Coesfeld; † 19. Juli 1962 in Bremen) war ein deutscher Offizier, zuletzt Generalmajor im Zweiten Weltkrieg.

## Leben
Bernhard Klosterkemper trat am 15. August 1916 als Fahnenjunker in das Kaiserliche Heer ein und diente als Offizier im Ersten Weltkrieg. Er wurde am 10. Februar 1918 im Infanterie-Regiment 78 zum Leutnant befördert.
Nach dem Krieg wurde er in die Reichswehr übernommen. 1936 war er als Major Chef der 10. Kompanie des Infanterie-Regiments 5.
Ab 1. Oktober 1938 war er Adjutant im neu eingerichteten Generalkommando Eifel. Auch bei der Umbildung in das XXIII. Armeekorps blieb er ab 1. September 1939 im Stab. Kurze Zeit später wurde er Chef des III./Infanterie-Regiment 272. Das Infanterie-Regiment 272 war neu aufgestellt worden und der 93. Infanterie-Division unterstellt worden. Am 1. April 1940 wurde er zum Oberstleutnant befördert. Vom 1. Januar 1941 bis 4. April 1941 war er Chef des II./Infanterie-Regiment 271, ebenfalls bei der 93. Infanterie-Division. 1942 kam er zurück in den Stab des XXIII. Armeekorps und blieb dort bis 10. November 1942, wobei er ab 1. April 1942 Oberst war. Im Januar 1944 übernahm er die Führung über das Grenadier-Regiment 920 bei der 243. Infanterie-Division. Als am 6. Juni 1944 der Kommandeur der 91. Infanterie-Division, Generalleutnant Wilhelm Falley, von Fallschirmjägern der 82. Airborne-Division auf dem Rückweg von dem abgesagten Kriegsspiel in Rennes zu seinem Gefechtsstand in Pont-l’Abbé in seinem Fahrzeug aus einem Hinterhalt erschossen wurde, wurde Klosterkemper mit der Führung der Division beauftragt. Das unter seiner Führung stehende Grenadier-Regiment 920 wurde für die Auffrischung der 91. Infanterie-Division herangezogen. Für die Führung des Grenadier-Regiments 920 erhielt er am 4. Juli 1944 das Ritterkreuz des Eisernen Kreuzes verliehen. Zeitgleich übernahm er noch die Reste der aufgeriebenen 243. Infanterie-Division als Kampfgruppe. Am 10. Juni 1944 gab er das Kommando an Oberst Eugen König ab. Die Kampfgruppe 243 wurde im September 1944 aufgelöst. Anschließend übernahm er das 180. Infanterie-Division. Am 1. Dezember 1944 wurde er zum Generalmajor befördert.
Am 8. Februar 1929 heiratete er als Oberleutnant und Adjutant des I./Infanterie-Regiment 16 in Bremen Dorothea Henriette von Gröning (1901–1993). Von da an wohnte Klosterkemper in der 1910 vom Vater seiner Ehefrau erworbenen Villa Waldwiese in Bremen. Aus diesem Grunde erhielt das Gebäude in späteren Jahren im Volksmund teilweise die Bezeichnung „Villa Klosterkemper“.